# Trinxador

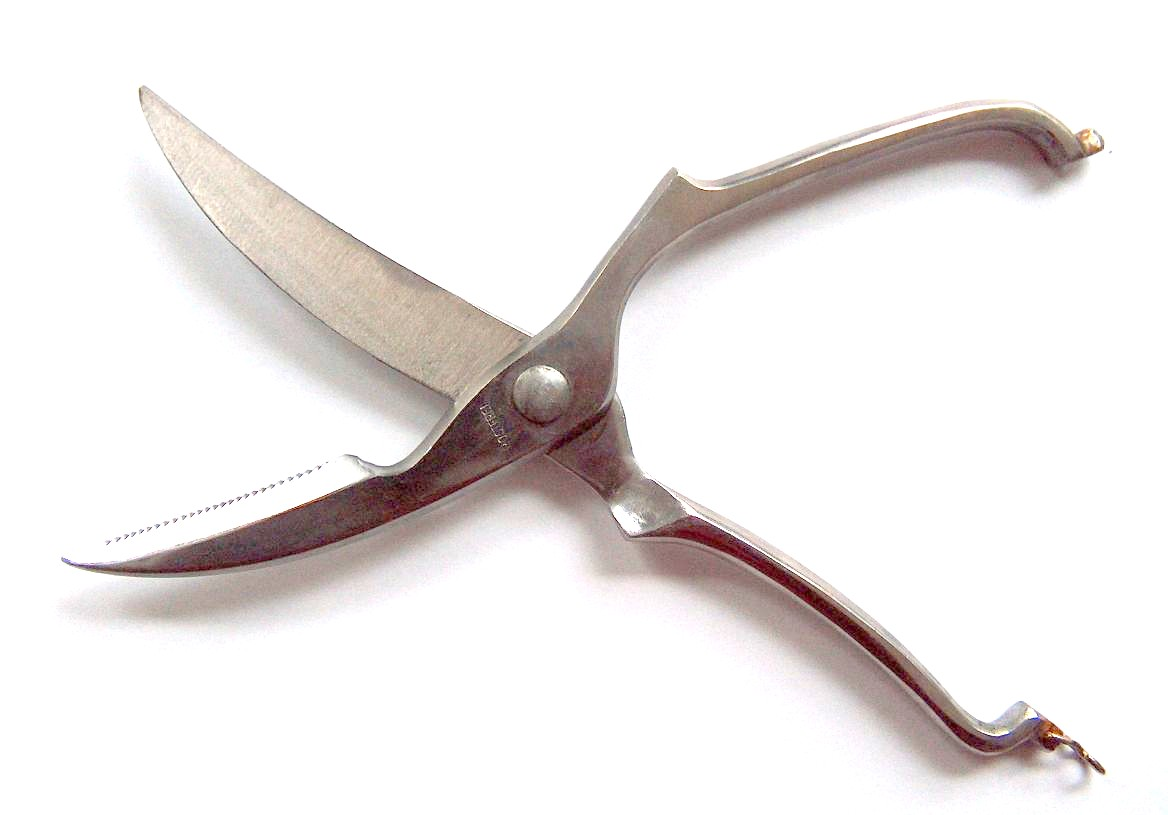
Trinxador

El trinxador o mitjalluna, també conegut com a tisores per a aviram, és un tipus de tisora acabat en punta, de fulles corbades i tall molt pronunciat, que s'emprat en cuina per a trinxar la carn de les aus rostides; és capaç de separar els nervis i els cartílags.
Generalment els trinxadors es fabriquen d'acer inoxidable. El mànec sol tenir forma ergonòmica per poder exercir més força sobre els materials de diferent textura de les aus.
Els trinxadors són prou habituals a les cuines privades; també poden veure's freqüentment als locals de rostit de pollastres.
No s'ha de confondre el trinxador amb el trinxant.